# Kalliosaari (ö i Mellersta Finland, Äänekoski, lat 62,82, long 25,97)
Kalliosaari är en ö i Finland. Den ligger i sjön Keitele och i kommunen Äänekoski i den ekonomiska regionen  Äänekoski ekonomiska region  och landskapet Mellersta Finland, i den centrala delen av landet, 300 km norr om huvudstaden Helsingfors. Öns area är 18,6 hektar och dess största längd är 0,8 kilometer i nord-sydlig riktning.